# Saint-Genis-les-Ollières
Saint-Genis-les-Ollières este o comună în departamentul Rhône din sud-estul Franței. În 2009 avea o populație de 4.679 de locuitori.

## Evoluția populației
| An        | 1975  | 1982  | 1990  | 1999  | 2006  | 2009  |
| --------- | ----- | ----- | ----- | ----- | ----- | ----- |
| Populație | 2.125 | 2.781 | 4.211 | 4.743 | 4.667 | 4.679 |